# كلود، دوق غيز
كلود دي لورين، دوق غيز (بالفرنسية: Claude de Lorraine)‏ (20 أكتوبر 1496 - 12 أبريل 1550)؛ كان أرستقراطي فرنسي، وأصبح أول دوق غيز، هو الطفل الخامس والثاني الذي يصل إلى سن البلوغ لـ رينيه الثاني دوق لورين وفيليبا من خيلدرز.

## الأبناء
تزوج من أنطوانيت دي بوربون-فندوم ابنة فرانسوا، كونت فندوم وماري دي لوكسمبورغ في 9 يونيو 1513؛ أنجبت له أثنى عشر أبناً:-
1. ماري (1560-1515)؛ زوجة جيمس الخامس ملك اسكتلندا وهما والدا ماري، ملكة الاسكتلنديين.
2. فرانسوا، دوق غيز (1563-1516)؛ خلفه عند وفاته، هو والد هنري الأول، دوق غيز.
3. لويز (10 يناير 1520 - 18 أكتوبر 1542)؛ تزوجت من شارل الأول، دوق آرشوت.
4. رينيه (2 سبتمبر 1522 - 3 أبريل 1602)؛ راهبة، هو الطفل الوحيد الذي توفي بعدها.
5. شارل (1574-1524)؛ رئيس أساقفة رانس، وكاردينال.
6. كلود، دوق أومال (1573-1526).
7. لويس، كاردينال (1578-1528).
8. فيليب (3 سبتمبر 1529 - 24 سبتمبر 1529).
9. بيير (3 أبريل 1530؛ توفي صغيراً).
10. أنطوانيت (31 أغسطس 1531 - 6 مارس 1561)؛ راهبة.
11. فرانسوا (18 أبريل 1534 - 6 مارس 1563)؛ برايور الأكبر في فرسان مالطا.
12. رينيه، ماركيز ألبوف (1566-1536).

## معرض صور

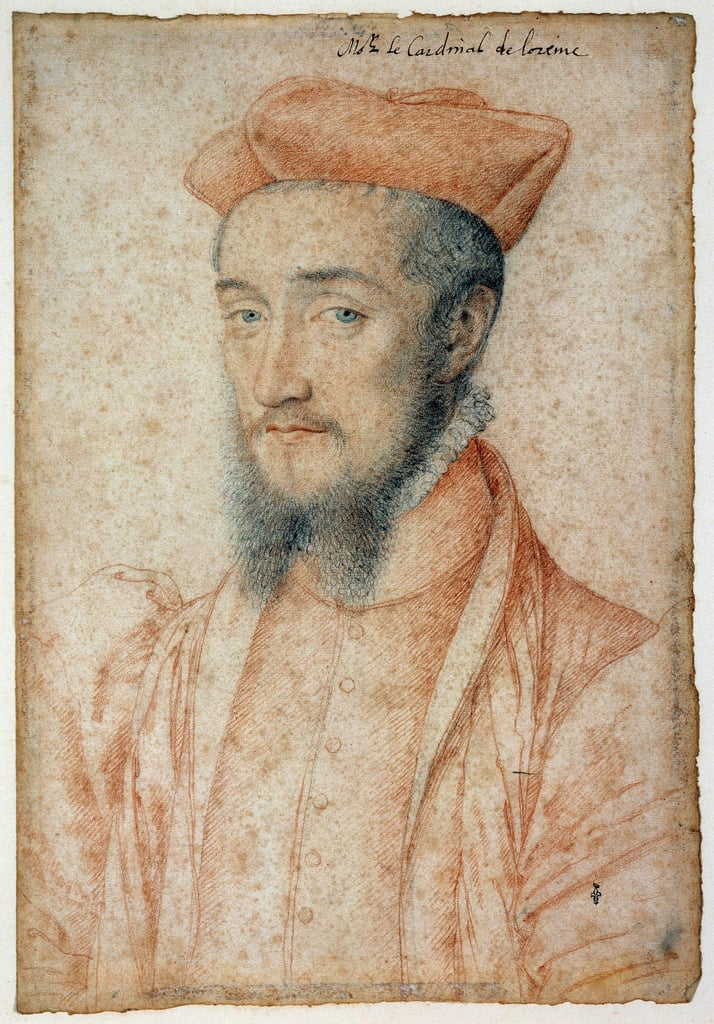
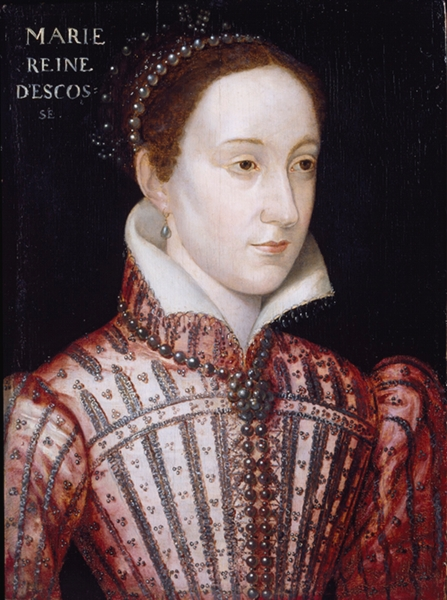
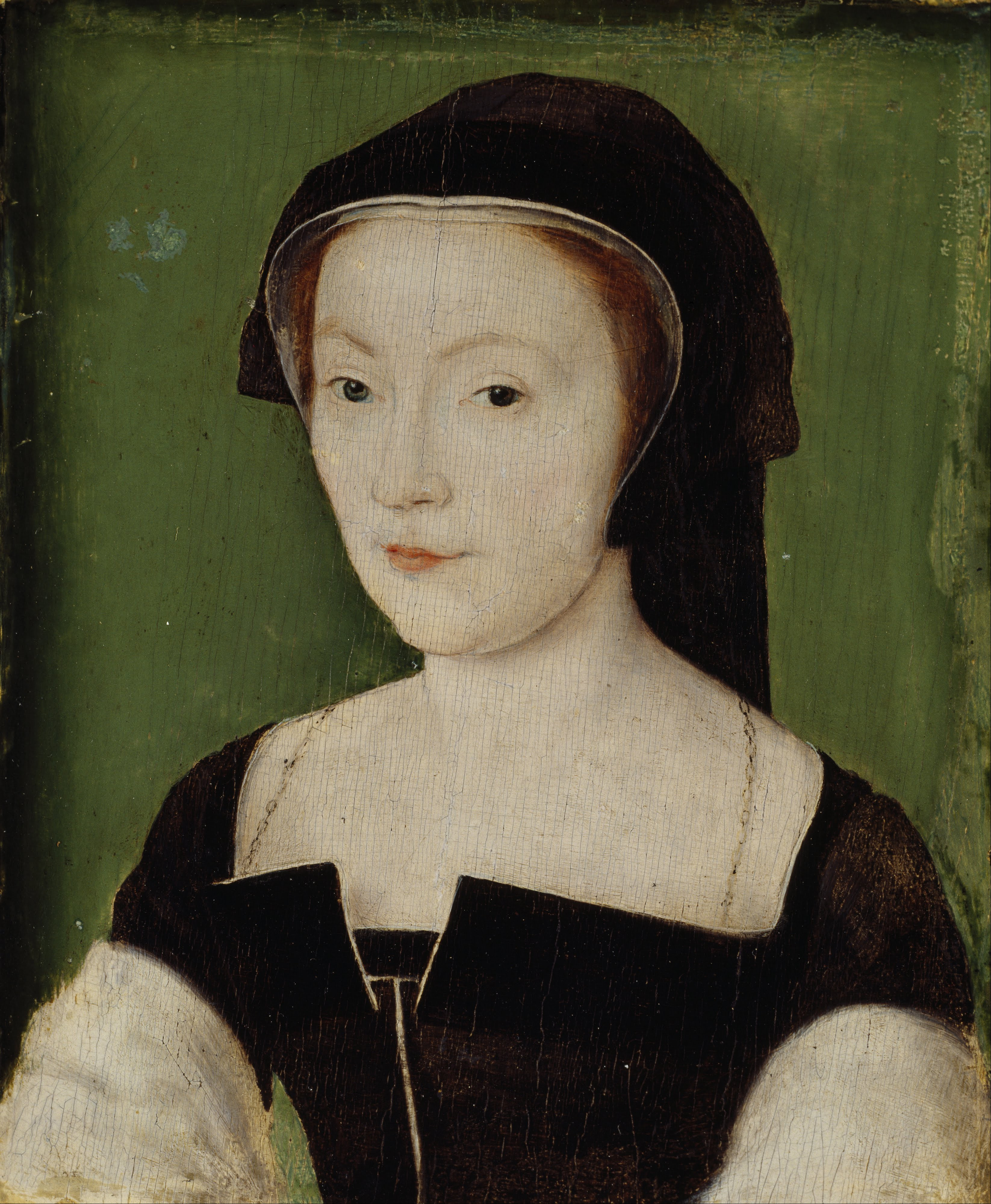
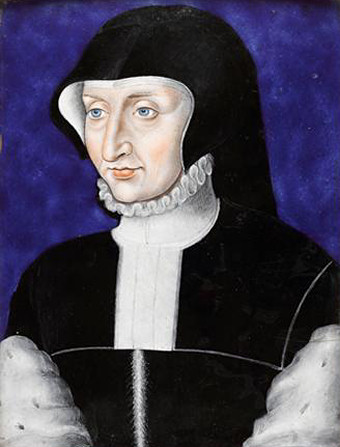
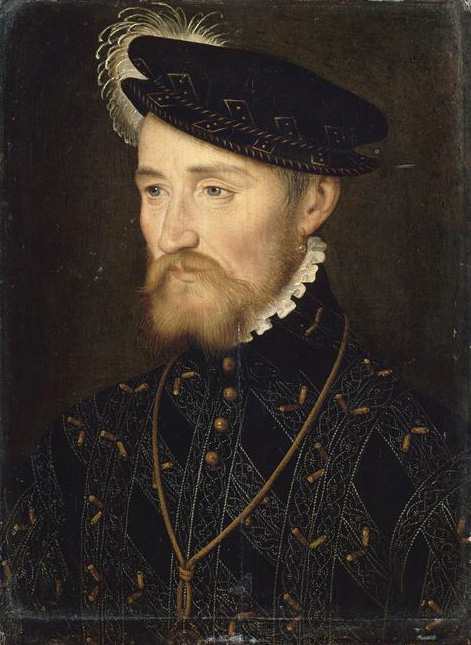